# Provincias Unidas del Río de la Plata
Las Provincias Unidas del Río de la Plata, en la declaración de independencia, Provincias Unidas en Sud-América es el nombre con el que se conoció al conjunto de las provincias que estaban adscritas a los gobiernos revolucionarios surgidos tras el triunfo de la Revolución de Mayo en Buenos Aires en 1810, suplantando así al Virreinato del Río de la Plata. Se autogobernó como un Estado en formación desde 1810 hasta el 9 de julio de 1816, fecha en que se declaró independiente del Imperio español, constituyéndose como un Estado soberano. También es, de acuerdo a la Constitución de la Nación Argentina, uno de los nombres alternativos de la República Argentina junto al nombre de Confederación Argentina.
El estado surgió el 25 de mayo de 1810, en el marco de la Invasión Napoleónica a España, cuando una asamblea del Cabildo de Buenos Aires destituyó al virrey Baltasar Hidalgo de Cisneros y lo remplazó por una Junta de Gobierno. Los revolucionarios sostenían que, estando Fernando VII despojado de su trono, la cadena burocrática del Imperio Español había dejado de ser legítima, volviendo al pueblo la soberanía popular. Las nuevas autoridades afirmaban gobernar en nombre de Fernando VII. Esto se conoció como la Máscara de Fernando VII, que estuvo en parte vigente hasta 1816, año en que este Estado se declaró independiente «del rey Fernando VII, sus sucesores y metrópoli».
Aunque su gobierno reclamaba jurisdicción sobre todo el territorio del virreinato, las Provincias Unidas del Río de la Plata nunca llegaron a controlar la totalidad del antiguo virreinato, que acabó por subdividirse en países: nunca pudo controlar la intendencia del Paraguay, pese a una campaña militar enviada en su contra. Perdió el control de las provincias del Alto Perú durante la guerra de la independencia, luego de las batallas de Huaqui (1811) y Sipe Sipe (1815). La guerra contra los luso-brasileños y los conflictos con José Artigas dieron lugar a la pérdida del control sobre la Provincia Oriental, que finalizó con la creación del Estado Oriental del Uruguay en 1828. Estos tres territorios se transformaron en sendos estados independientes: desde 1811 la actual República del Paraguay fue independiente de hecho, en febrero de 1825 el Congreso otorgó la independencia a las provincias del Alto Perú, que formaron la actual Bolivia y, en un proceso que va desde 1825 a 1828, la Provincia Oriental se constituyó en la actual República Oriental del Uruguay.
A lo largo de los años 1820, las provincias que aún formaban parte de las Provincias Unidas comenzaron a cambiar su nombre, entre los cuales destaca el de República Argentina con que figura en la constitución de 1826, con la Provincia Oriental y Tarija aún dentro de la unión. Después de la independencia del Uruguay, y durante las décadas de 1830 y 1840, a lo largo de una larga etapa de anarquía y guerras civiles se impuso el nombre de Confederación Argentina, desplazando gradualmente al de Provincias Unidas del Río de la Plata. El país quedó conformado por trece provincias, ligadas por pactos interprovinciales y por la hegemonía de la provincia de Buenos Aires, aunque no tenía una constitución ni un gobierno central elegido por todas ellas.
Sin embargo, el nombre Provincias Unidas del Río de la Plata fue institucionalizado por la Constitución argentina de 1853 como uno de los tres nombres oficiales de la Nación Argentina (junto con «República Argentina» y «Confederación Argentina»), permaneciendo en la constitución en su artículo 35.º.

## Toponimia
En 1810, la Primera Junta utilizó en algunos documentos la expresión Provincias del Río de la Plata, mientras que la Junta Grande empleó por primera vez la expresión Provincias Unidas en su reglamento de separación de poderes del 24 de octubre de 1811, que no fue aceptado por el Primer Triunvirato, que sancionó el Estatuto Provisional del Gobierno Superior de las Provincias Unidas del Río de la Plata a nombre del Señor Don Fernando VII; es en este documento que se puede leer por primera vez presentó completo el nombre. El Congreso de Tucumán, al sancionar la declaración de independencia en 1816, utilizó el nombre Provincias Unidas en Sudamérica, mientras que el Congreso de 1824 a 1825 usó Provincias Unidas del Río de la Plata en Sudamérica. Sin embargo, la designación Provincias Unidas del Río de la Plata mantuvo su preferencia hasta que paulatinamente desapareció, luego de la firma del Pacto Federal en 1831. En 1853, la constitución adoptada por la Argentina recuperó la expresión Provincias Unidas del Río de la Plata como nombre cooficial del país, aunque se mantiene en desuso hasta hoy.
Los gentilicios rioplatense y argentino, que durante la época hispánica fueron utilizados para denominar a los habitantes criollos que vivían en torno a los grandes ríos de la cuenca del Plata, se generalizaron luego para referirse a los habitantes de las provincias al sur del río Pilaya; mientras que los gentilicios peruano y altoperuano mantuvieron su vigor en las al norte del río Pilaya, que permanecieron mayormente dominadas por los españoles.

## Historia

### Revolución de Mayo
Al conocerse en Buenos Aires la disolución de la Junta Suprema Central en España y su reemplazo por el Consejo de Regencia de España e Indias, el 25 de mayo de 1810 el pueblo de la ciudad le desconoció autoridad para gobernar el Virreinato del Río de la Plata, destituyó al virrey Baltasar Hidalgo de Cisneros, declaró rotos todos los vínculos de gobierno con las nuevas autoridades de España y mediante un cabildo abierto designó una junta de gobierno, conocida históricamente como la Primera Junta, cuyo nombre completo fue Junta Provisional Gubernativa de las Provincias del Río de la Plata a nombre del Señor Don Fernando VII. Esta junta asumió toda la autoridad sobre el territorio del virreinato a nombre del rey cautivo Fernando VII, al que Napoleón Bonaparte había hecho prisionero colocando en su lugar a su hermano, José I de España. Sin embargo, los historiadores consideran que las proclamaciones de lealtad a Fernando VII fueron un engaño conocido como la Máscara de Fernando VII, que ocultaba las auténticas motivaciones independentistas de sus impulsores con el fin de facilitar su cometido. Los fundamentos doctrinarios se complementaron con la teoría de la subrogación, por la cual al sustituir a la autoridad virreinal se asumían todas sus funciones y dignidades, por lo que la Junta exigía ser reconocida por las demás autoridades del virreinato, y solicitaba la elección de diputados en las ciudades y villas cabeceras de partido con el fin de sumarlos a ella. Para acabar con la oposición de parte de alguna de esas autoridades, que no la reconocieron, la Junta envió expediciones militares al interior del territorio que dieron origen a la guerra de la Independencia Argentina. Fue la Primera Junta quien sostuvo la primitiva denominación Provincias del Río de la Plata en 1810.
La Revolución de Mayo tuvo como consecuencia el origen del primer gobierno propio exitoso emancipado del Imperio español en América, después de que fracasaran tres anteriores intentos inmediatos: la Revolución de Chuquisaca, el 25 de mayo de 1809, la Revolución de La Paz o Junta Tuitiva, el 16 de julio de 1809 –ambas producidas en el Virreinato del Río de la Plata– y la Revolución del 19 de abril de 1810 en la Capitanía General de Venezuela, que fueron aplastados por los ejércitos realistas.
Si bien la autoridad de la Junta pretendió controlar todo el territorio del Virreinato del Río de la Plata, debió aceptar la temprana separación de la intendencia del Paraguay y el resto de su territorio efectivo varió según los vaivenes de la guerra de la independencia, que dieron lugar –en muy apretada síntesis– a la independencia del Alto Perú y de la Banda Oriental, que formaron los estados de Bolivia y Uruguay. Tras superar períodos de anarquía y guerras civiles las antiguas intendencias del período virreinal se fueron disgregando alrededor de sus ciudades principales hasta formar las trece provincias que se agruparon en lo que se denominó la Confederación Argentina, a partir del Pacto Federal de 1831.
La llegada de los diputados del interior amplió el número inicial de la Primera Junta a la llamada Junta Grande que empezó a redactar sus documentos utilizando la frase «los diputados de las provincias».
La Junta Conservadora que reemplazó a la Junta Grande, fue la primera autoridad que, al redactar el Reglamento Orgánico del 22 de octubre de 1811, nombró en su artículo 1. a «Los diputados de las Provincias Unidas...»
En 1813 fue convocada la Asamblea del año XIII, cuyo nombre oficial fue «Soberana Asamblea General Constituyente del Año XIII», primer congreso o asamblea que manifestó: «Que reside en ella la representación, y ejercicio de la soberanía de las Provincias Unidas del Río de la Plata...» y si bien no logró su fin de redactar una constitución, estableció atributos de la soberanía del nuevo estado, al adoptar el Escudo Nacional para remplazar a las armas del rey, la escarapela y el Himno Nacional.
La marcha patriótica de 1813 que derivó en el Himno Nacional Argentino utilizó los nombres «argentino» y «Provincias Unidas del Sud».

### Declaración de la Independencia

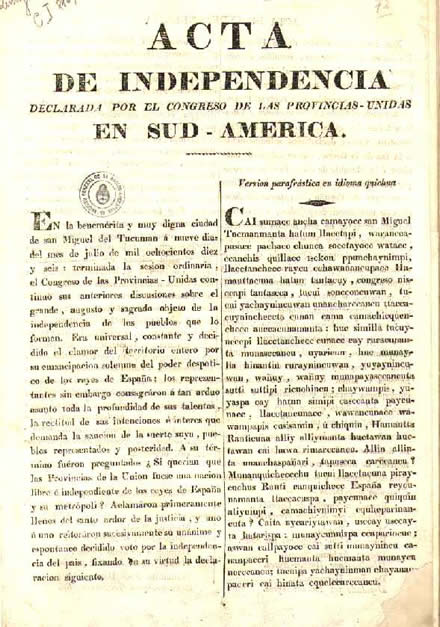
El acta de la independencia de las Provincias Unidas del Río de la Plata en 1816

Durante la celebración del Congreso de Tucumán se produjo la declaración de la independencia, el 9 de julio de 1816, y se adoptó el nombre de Provincias Unidas en Sud-América (aunque se mantuvo también el de Provincias Unidas del Río de la Plata).
Los congresales de 1816 dictaron la declaración de la independencia de toda la América del Sur dominada por España, sus sucesores y la metrópoli y de toda otra dominación extranjera.
A esta declaración no asistieron –excepto Córdoba– en su momento las provincias confederadas en la Unión de los Pueblos Libres, que reconocían a José Gervasio Artigas como protector esperando por un congreso general de todas las demás Provincias Unidas.
El motivo para que las provincias litorales, partidarias de una confederación, no participaran del Congreso de Tucumán se debió a las guerras civiles contra el centralismo ejercido por el Directorio de las Provincias Unidas y a la invasión iniciada desde el Reino Unido de Portugal, Brasil y Algarve a la Provincia Oriental, las Misiones Orientales y el este de la Mesopotamia.
En cuanto a Tarija, la contraofensiva realista española desde el Alto Perú igualmente dificultó su representación en el Congreso de Tucumán, aunque sí lo hicieron los diputados por Chichas (los cuales también representaban a Tarija).

### Congreso Nacional Constituyente de 1826
Superada la Anarquía del Año XX, en 1824 todas las provincias, incluyendo la Provincia Oriental y la Provincia de Tarija con Chichas, se reunieron en el Congreso Nacional Constituyente Argentino que en 1825 dejó en libertad para decidir por sí mismas su futuro a las cuatro provincias del Alto Perú, que se encontraban bajo la administración provisoria del Ejército Libertador al mando del mariscal Antonio José de Sucre.
El Congreso, en sus sesiones de 1824 y 1825, utilizó la expresión «Provincias Unidas del Río de la Plata en Sudamérica».
El 6 de febrero de 1826, el Congreso Constituyente determinó la urgente instalación del Poder Ejecutivo Nacional, nombramiento que recaería en quien fuera nombrado mediante el voto mayoritario de los diputados. Al día siguiente, se realizó la votación mencionada y el cargo fue ocupado por Bernardino Rivadavia, primer presidente de la República de las Provincias Unidas del Río de la Plata y de la Nación Argentina.
La Constitución de 1826 utilizó la denominación «República Argentina» por primera vez.

### Creación de nuevos estados

En azules, Provincias Unidas del Río de la Plata en 1823. La provincia Oriental invadida por Brasil, así como el Alto Perú invadido desde el Virreinato del Perú, las Misiones en gran parte ocupadas por Brasil y en parte por Paraguay.

Las Provincias Unidas del Río de la Plata, después de dejar en libertad de decisión (junto con la República del Perú) a los territorios reclamados del Alto Perú —que se constituyeron en el nuevo estado boliviano— sufrieron la separación de Tarija, la que se unió también a la República de Bolívar en 1826. La provincia de Tarija fue objeto de pugna entre rioplatenses y bolivianos, y tras un golpe de Estado, Tarija fue hecha departamento de Bolivia por ley boliviana bajo la administración del general Andrés de Santa Cruz. Por este problema, las Provincias Unidas se negaron a reconocer formalmente la independencia del Alto Perú, situación que se mantuvo hasta el reconocimiento de hecho que significó la firma de un tratado en 1858.
La Provincia Oriental, que tras estar por un tiempo bajo dominio portugués y brasileño como Provincia Cisplatina y volver a integrarse a las Provincias Unidas (tras la declaración del 25 de agosto de 1825), acabó constituyéndose en el llamado Estado Oriental del Uruguay en 1828, con la firma de la Convención Preliminar de Paz que puso fin a la guerra del Brasil.
El Paraguay se gobernó desde un principio con independencia del gobierno de Buenos Aires, y el 20 de julio de 1811 la junta paraguaya envió una nota a la junta de Buenos Aires comunicándole sus resoluciones y que había elegido un diputado, expresándole cuatro condiciones para enviarlo:

Primera: que mientras no se forme el Congreso general, esta Provincia se gobernará por sí misma, sin que la excelentísima junta de esa ciudad pueda disponer ni ejercer jurisdicción sobre su forma de gobierno, regimen, administración ni otra alguna causa correspondiente á ella.
Nota de la Junta del Paraguay a la Junta de Buenos Aires del 20 de julio de 1811

La junta de Buenos Aires respondió favorablemente el 28 de agosto de 1811, comunicándole que Si es la voluntad decidida de esa provincia gobernarse por sí y con independencia del gobierno provisional, no nos opondremos a ello. Luego de eso ambos gobiernos firmaron un tratado, el 12 de octubre de 1811, para unir ambas Provincias en una federación y alianza indisoluble. Sin embargo, Paraguay reunió un congreso que el 12 de octubre de 1813 adoptó el consulado como forma de gobierno, el nombre República del Paraguay y símbolos nacionales. Luego se aisló del resto del mundo y se comportó como un estado independiente, pero no habiendo realizado una proclamación formal de independencia, y negándosela otros países, el 25 de noviembre de 1842 un congreso reunido al efecto la proclamó solemnemente ratificando que su independencia era un hecho incontestable desde hacía más de treinta años. La proclamación fue rechazada por la Confederación Argentina, que no la aceptó hasta el 17 de julio de 1852.
La Liga Federal, la República de Entre Ríos, la República de Tucumán y otros estados provinciales pseudo independientes constituidos en este período, se veían como sólo transitoriamente separados hasta la reunión de un congreso general de las Provincias Unidas, de la que se consideraban partes indisolubles.

### Interregno
La firma del Pacto Federal entre las provincias de Buenos Aires, Entre Ríos y Santa Fe, el 4 de enero de 1831, al que adhirieron las otras diez provincias entre 1831 y 1832, fue el punto de arranque del período de transición, finalizado con el regreso de Juan Manuel de Rosas al gobierno de Buenos Aires en 1835, entre los períodos históricos de las Provincias Unidas del Río de la Plata y la Confederación Argentina.

## Economía

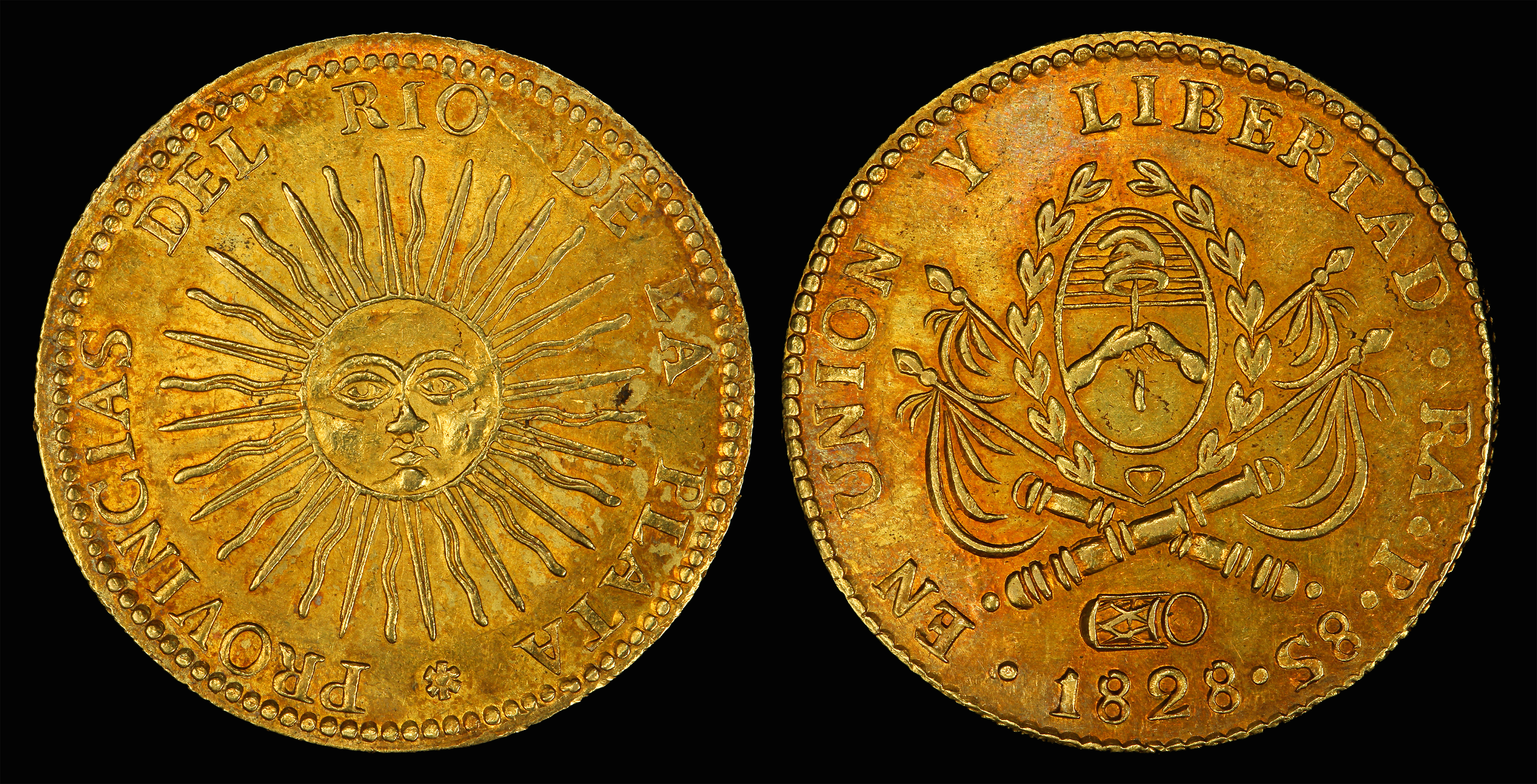
Moneda de ocho escudos de oro emitida en 1828 en las Provincias Unidas del Río de la Plata.

La economía de las Provincias Unidas se basaba principalmente en el comercio con el Reino Unido. Luego de la independencia las provincias lucharon por el control económico. Buenos Aires quería la supremacía económica, mientras que las provincias del interior querían libertad económica, ya que la única aduana en el país era la de Buenos Aires. Las estancias bonaerenses producían ganado vacuno, en el norte se producían caña de azúcar y muebles; en la Mesopotamia se producía yerba mate; y viñas en Cuyo. Los ingresos fiscales de Buenos Aires en 1824 eran de $2.596.000, lo que la convertía en la provincia más rica del país.

## Territorio

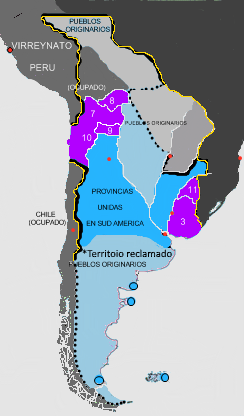
Provincias Unidas en 1816; en color violeta provincias escindidas tras 1826: 3) Provincia Oriental, 7) Potosí, 8) Republiqueta de Santa Cruz, 9) Republiqueta de Tarija, 10) Atacama y Antofagasta 11) Misiones Orientales no mesopotámicas; los círculos azulcelestes señalan las poblaciones y bases argentinas en ese tiempo en la Patagonia incluyendo a las islas Malvinas.

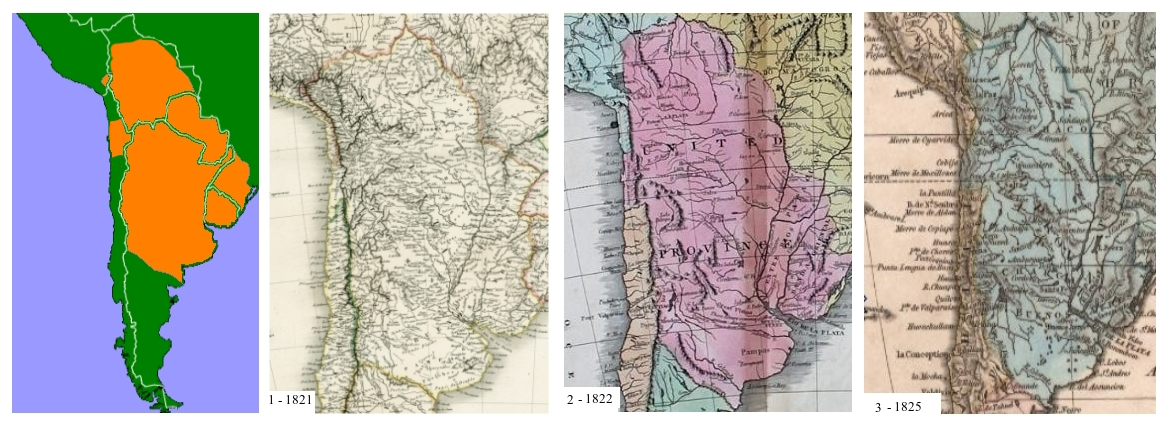
Mapas de 1820 del territorio rioplatense.

Las Provincias Unidas en Sud-América estaban integradas por:
- Provincia de Buenos Aires, por entonces era una pequeña provincia ya que se le habían separado los territorios de las actuales provincias del litoral y cuyo poder provenía de la ubicación estratégica del puerto de Buenos Aires. Su territorio en ese entonces, llegaba por el sudoeste hasta el río Salado y su total control no excedía, de un arco mayor a unos 100 kilómetros desde la ciudad de Buenos Aires, estando el resto del actual territorio provincial bajo control de los verdaderos pueblos originarios pampo-patagónicos como las etnias querandíes y tehuelches que se fueron mezclando o extinguiendo por la etnia mapuche invasora, excepto en la actual provincia de Santa Cruz. Los mapuches o araucanos que son oriundos del occidente de la cordillera de los Andes, invadieron desde 1830 los territorios de la región pampeana y el norte de la Patagonia, mapuchizando a otros grupos étnicos como los ranqueles y los pehuenches, y dominando a los Querandíes que eran los verdaderos dueños de esas tierras y que se encontraban debilitados debido a las enfermedades exóticas del hombre blanco, como ser la viruela.
- Provincia Oriental, era una de las provincias constituyentes de la Liga Federal o Unión de los Pueblos Libres liderada por José Artigas. Dicha liga declaró su independencia respecto a España y a otros poderes extranjeros — es decir extrarrioplatenses, siendo por entonces uno de ellos, el reino lusobrasileño — el 29 de junio de 1815 en el Congreso de Oriente. Gran parte de su territorio estaba por entonces invadido por el Reino Unido de Portugal, Brasil y Algarve (luego de la Guerra Argentino-brasileña, en el año 1828 la Provincia Oriental fue, por instigación inglesa, establecida como estado tapón e independizada con el nombre de Estado Oriental del Uruguay).
- Provincia de Entre Ríos, integrante de la Unión de los Pueblos Libres.
- Provincia de Corrientes, integrante de la Unión de los Pueblos Libres.
- Provincia de Santa Fe, integrante de la Unión de los Pueblos Libres.
- Provincia de Cuyo. Envió representantes por Mendoza, San Juan y San Luis.
- Provincia de Córdoba, integrante de la Unión de los Pueblos Libres. Envió representantes por Córdoba y La Rioja integrando la primera a la Unión de Pueblos Libres mientras que la segunda (La Rioja), escindida de Córdoba por las fuerzas unitarias-directoriales, no llegó a integrar concretamente a la Unión de los Pueblos Libres.
- Provincia de Misiones, integrante de la Unión de Pueblos Libres. Las Misiones Orientales fueron ocupadas por Portugal en 1801.
- Provincia de Tucumán, envió representantes por Tucumán, Santiago del Estero y Catamarca.
- Provincia de Salta, envió representantes por la Salta y su jurisdicción, también por el partido de Jujuy y por Tarija (incluyendo este último a Chichas aunque su dependencia era de Potosí).
- Provincias del Alto Perú,[13] diputados de la Provincia de Charcas estuvieron presentes tanto en la Declaración de Independencia de 1816 (José Mariano Serrano, Mariano Sánchez de Loria, y José Severo Malabia) como en la sanción de la Constitución de 1819 (Jaime Zudañes y José Mariano Serrano). Envió representantes por Charcas.
- Provincia de Cochabamba,[13] El Dr. Pedro Carrasco, fue diputado por Cochabamba para la Constitución de 1819. Envió representantes por Cochabamba y Mizque.
- Comandancia de Patagones, en el límite de la pampa y la Patagonia, en pleno territorio indígena, era (como hoy lo es) un partido de la provincia de Buenos Aires. Las Islas Malvinas habían sido desalojadas por fuerzas realistas en 1811, siendo colonizadas nuevamente desde 1820 por la ya heredera Nación Argentina.

Las Provincias Unidas en Sud-América se organizaron sobre la base de la región abarcada por el Virreinato del Río de la Plata, que había sido creado cuatro décadas atrás, en 1776, con capital en Buenos Aires. Desde un primer momento Buenos Aires (los porteños) intentó imponer su dominio sobre toda la región mediante una organización unitaria («centralista») que llevó a graves luchas civiles entre unitarios y federales.
Las Provincias Unidas en Sud-América se encontraban en guerra con el Imperio español a causa del desplazamiento del virrey y la elección de una junta de gobierno autónoma el 25 de mayo de 1810, conocida como Primera Junta. En territorio de las Provincias Unidas en Sud-América, la Guerra de Independencia se desarrolló principalmente en el norte, en las regiones del Tucumán y del Alto Perú, y en el este, en la Confederación Unión de Pueblos Libres en especial la Banda Oriental. En este último caso la guerra incluyó también al Reino Unido de Portugal, Brasil y Algarve y luego al Imperio del Brasil.
La suerte final de las guerras independentistas y fronterizas determinó que finalmente:
- las cuatro provincias del Alto Perú (Chuquisaca, Cochabamba, La Paz y Potosí) conforman el Estado del Alto Perú; entre febrero y marzo de 1825 la Provincia de Santa Cruz de la Sierra fue invadida por órdenes de Antonio José de Sucre e incorporada oficialmente a este nuevo Estado el 9 de agosto de 1825; en agosto de 1826, Antonio José de Sucre ordenó invadir por segunda vez la Republiqueta de Tarija, que estaba integrada en la Intendencia de Salta[n. 2] y sería anexada a la República de Bolivia; y la provincia de Atacama (que querían formar parte de la Nación Argentina).
- La Provincia Oriental se organizaría, por presiones inglesas, de manera independiente como Estado Oriental del Uruguay, desde 1828.
- Un amplio sector de las Misiones Orientales pasarían, tras ser invadidas, a formar parte de Brasil, constituyendo parte de Río Grande del Sur, particularmente las regiones "sur", "pampeana" y "misionera" dentro del actual estado brasileño, y de las Misiones Occidentales, al oeste del río Paraná, pasarían al Estado Autónomo del Paraguay para luego de su independencia definitiva, formar parte de los dos neoformados Departamentos de la nueva República, sumándole el territorio ocupado entre el río Paraná y el río Uruguay (actual provincia de Misiones), desde 1834-1865.

El Paraguay se independizó de hecho de España en 1811, constituyendo un Estado que se mantuvo autónomo de las Provincias Unidas en Sud-América, aunque inicialmente la Primera Junta de Buenos Aires intentó establecer una confederación con dicho Estado. Tras un proceso independentista entre 1811-1814, y luego de un fuerte aislamiento, se independizó definitivamente desde el 25 de noviembre de 1842 en un congreso que declaró formalmente la independencia del Paraguay respecto de la Confederación Argentina, la cual fue reconocida por ésta el 17 de julio de 1852.
Las Provincias Unidas en Sud-América limitaban al sur con los territorios indígenas bajo control de las diversas etnias de pueblos originarios. Los mapuches o araucanos comenzaron a invadir el territorio a partir de 1830, y los pueblos originarios subyugados chonks, ranqueles y het o querandíes que abarcaban la mayor parte de la región pampeana y la Patagonia se fueron mezclando o extinguiendo. Al norte, en la región chaqueña, con los territorios indígenas bajo control de las etnias a las que los guaraníes llamaban con el derogativo insultante guaycurúes (abipones, mokoit, qom, pilagáes y wichis, entre otras) que nominalmente formaban parte de su territorio y que según el uti possidetis iure de 1810, le pertenecerían en la post-independencia, considerándose a dicha población como argentinos independientes del Reino de España.